# DN-1 (飛行船)
|          |                                      |
| 艦歴     |                                      |
| 発注     | コネチカット航空機会社               |
| 起工     |                                      |
| 進水     | 1917年4月20日                        |
| 就役     |                                      |
| 退役     |                                      |
| その後   |                                      |
| 性能諸元 |                                      |
| 重量     | t                                    |
| 体積     | m3                                   |
| 全長     | 53.51 m                              |
| 直径     | 10.67 m                              |
| 全高     | m                                    |
| 機関     | スタートバント モデル5、140馬力、2機 |
| 速度     | 巡航速度：km/h 最大速度：56km/h      |
| 航続距離 | km                                   |
| 乗員     | 名                                   |
| 兵装     |                                      |
| 航空機   |                                      |

DN-1とは、アメリカ海軍初の飛行船である。本船は1915年、コネチカット州のニューヘブンにあるコネチカット航空機会社に発注された。DN-1は、ドイツの軟式飛行船であるパーゼファル型におおよそを基づいて作られた。船体の皮膜は、外側と内側をゴムで被覆した二層の布からできていた。船室はマサチューセッツ州、ドーチェスターにあるジョージ・ローリー社が製造した。これは大きな長方形の箱にアウトリガーをつけ、2基4翅のプロペラをそのアウトリガーに装着したものである。エンジンはマサチューセッツ州、ハイドパークにあるB・F・スタートバント社によって2機が製造され、開放式のゴンドラに搭載された。このプロペラは、水平または垂直方向に推力を与えるために、向きを変えることができた。アメリカ海軍は水上でDN-1を運用する予定だったため、ゴンドラは防水されていた。
DN-1はフロリダ州のペンサコラに廻航され、1916年の後半に、DN-1のために建造された係留ハンガー内で組み立てられた。写真はペンサコラの係留用ハンガーに接近するDN-1である。初飛行が予定された日に、DN-1はハンガーから引き出されたが、浮力を失って沈んだ。DN-1はハンガーに戻され、軽量化された。1917年4月20日に予定された試験が始まっても、DN-1は性能を発揮できなかった。DN-1は浮力が欠けており、かろうじて時速56km/hの速度要求を満たした。また、トランスミッションのベアリングが過熱で溶けた。それは飛行船が再飛行する前の4月27日だった。2日後、水面を横ぎって飛行船を牽引しようとしていた一団がDN-1を損傷させた。その後、DN-1は廃棄された。
後に、本船の設計をさして海軍はA級と呼称したが、この名はDN-1の短い生涯を通じて使われることはなかった。同型艦は存在しない。